# محمد الطاهري الصقلي
محمد بن محمد بن عبد السلام الطاهري الصقلي وهو من علماء القرويين في الفقه و الحديث النبوي, وهو من بيت الشرفاء الصقليين الحسينيين، وإنما اشتهر بالطاهري نسبة إلى أحد أجداده الذي كان يسمى الطاهر.
ولد سيدي محمد بفاس 1314ه/1895م

## شيوخه

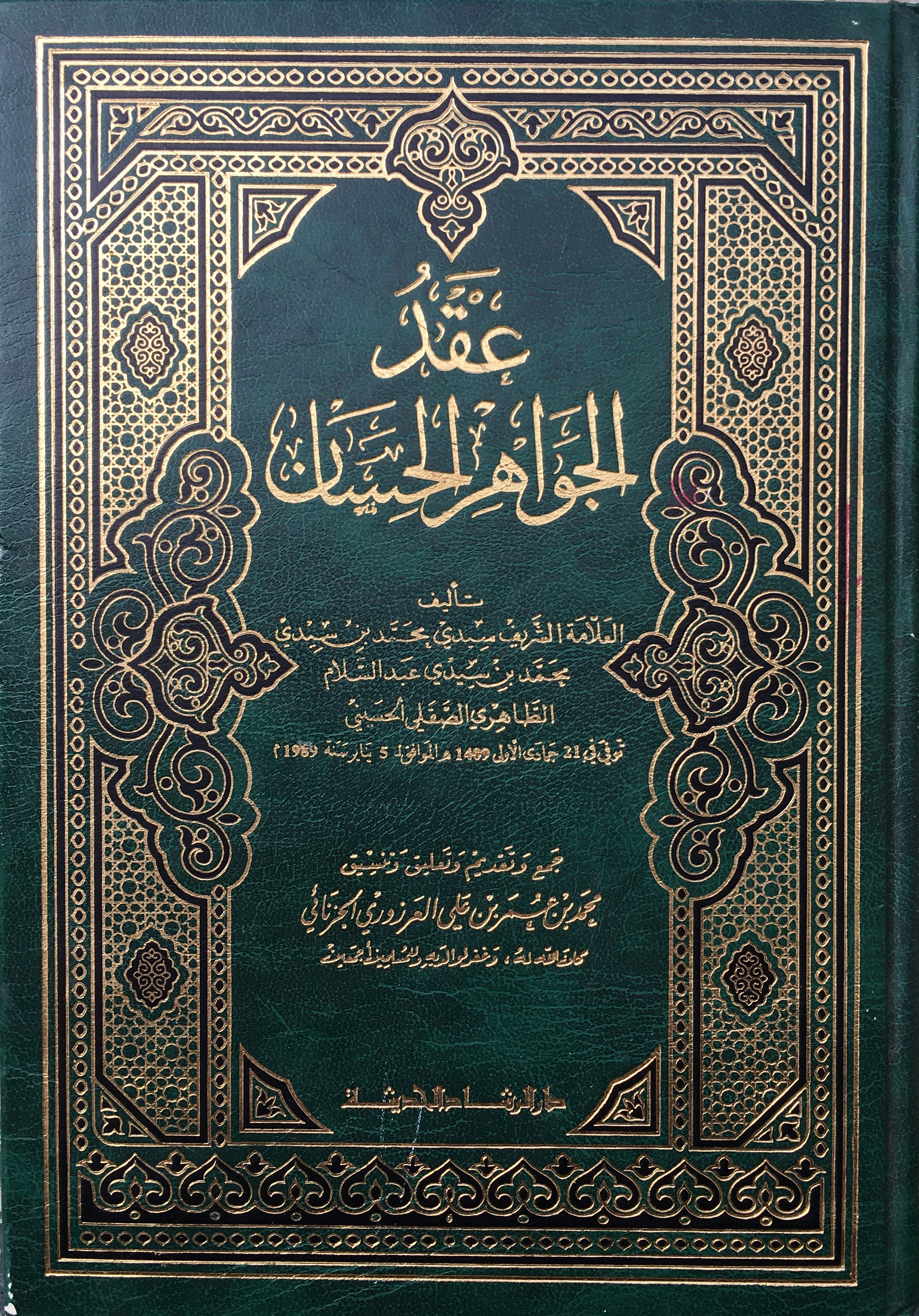
عقد الجواهر، تأليف محمد الطاهري الصقلي

و من شيوخه وأساتذته الذين كان يذكرهم ويثنى عليهم، العلامة الصوفي سيدي محمد ابن عبد القادر ابن سودة خطيب مسجد سيدي أحمد الشاوي والمتوفى سنة 1368ه/1949م, و العلامة سيدي أحمد ابن عبد الكبير السلمي, و العلامة سيدي أحمد بن الخياط الزُّكاري, و العلامة سيدي أحمد بن الجيلالي المغاري, و العلامة سيدي عبد العزيز بناني, والعلامة الشريف مولاي عبد الله الفضيلي, و العلامة القاضي سيدي عمر العراقي, والعلامة سيدي أحمد ابن المأمون البلغيثي, و العلامة سيدي محمد الراضي السناني صاحب كتاب «الشذرات» والتي كاد سيدي محمد الطاهري أن يحفظَ كل ما بداخلها، والعلامة شيخ الإسلام سيدي محمد بن العربي العلوي, و العلامة الشيخ شعيب الدكالي, الذي كان يرد على جامعة القرويين بفاس مرة في العام، وذلك أثناء فصل الربيع لمدة شهر كامل، فيدرس صحيح الإمام البخاري وكان يحضر دروسه رحمه الله الخاص والعام.

## وفاته
توفي رحمه الله في 27 جمادى الأولى عام 1409ه الموافق 5 يناير 1989م.

## بعض صفحات كتابه عقد الجواهر الحسان

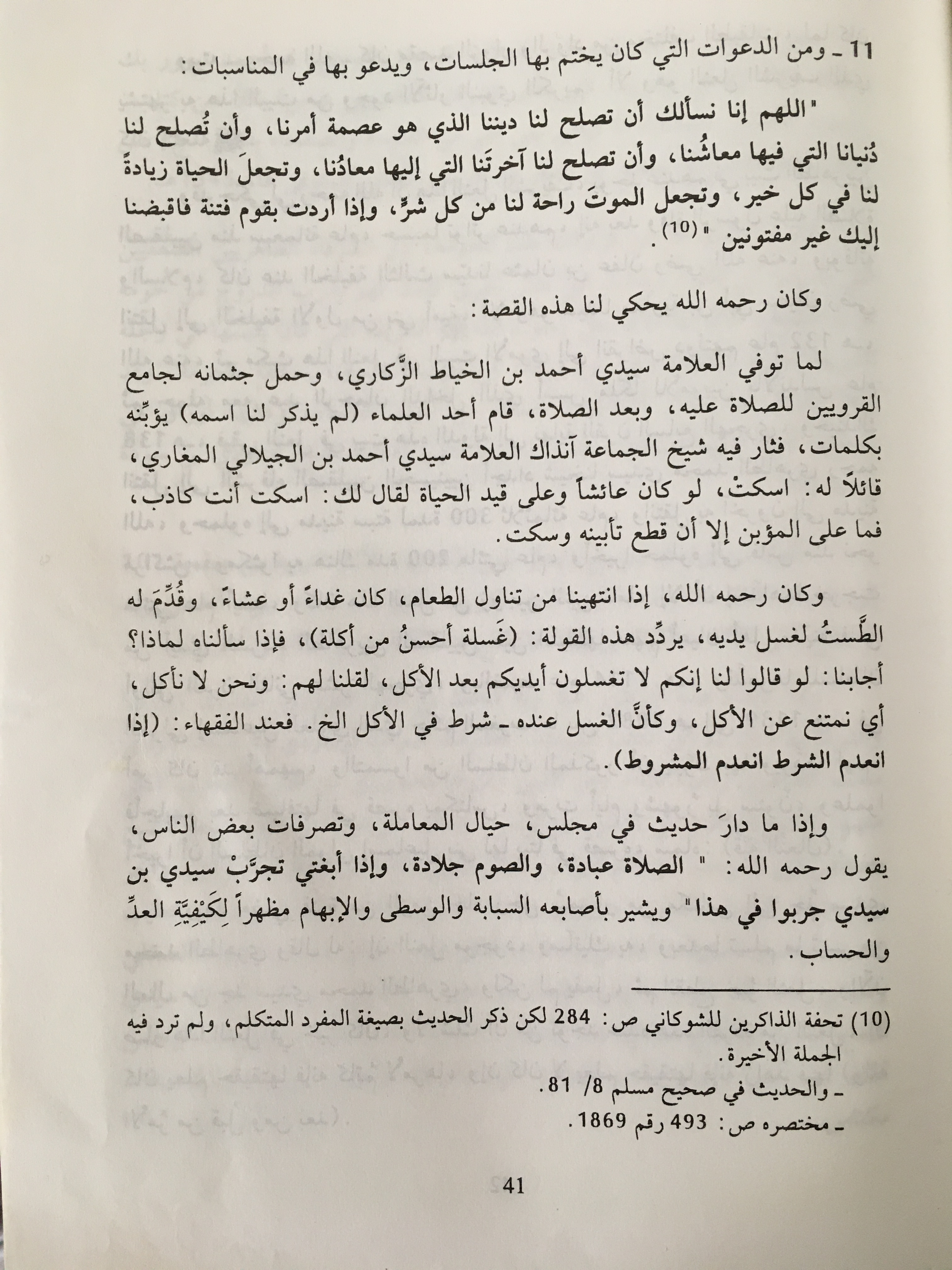
